# Alicja Jachiewicz
Alicja Jachiewicz-Szmidt (sinh ngày 26 tháng 10 năm 1948 tại Olsztyn) là một diễn viên người Ba Lan.

## Sự nghiệp
Alicja Jachiewicz tốt nghiệp Học viện Nghệ thuật Sân khấu Quốc gia AST ở Kraków vào năm 1972. Bà diễn xuất trên sân khấu tại các nhà hát ở nhiều nơi như: Koszalin, Kraków, Kielce và Warsaw. Trong đó, Alicja Jachiewicz gắn bó với nhiều nhà hát ở Warsaw như: Nhà hát Na Woli (1982-1986), Nhà hát Quốc gia (1986-1988) và Nhà hát Ba Lan (1988–2001).
Ngoài sự nghiệp diễn xuất trên sân khấu, Alicja Jachiewicz còn là gương mặt quen thuộc trong hơn 60 bộ phim điện ảnh và phim truyền hình Ba Lan. Trong đó, bà nổi tiếng với các bộ phim như: Kolumbowie (1970), Jak daleko stąd, jak blisko (1971), Trzeba zabić tę miłość (1972), Kroll (1991) và Generał Nil (2009).
Alicja Jachiewicz vinh dự được trao tặng Huân chương Polonia Restituta vào năm 2015.

## Đời tư
Alicja Jachiewicz là vợ nam diễn viên Stefan Szmidt.

## Thành tích nghệ thuật
Dưới đây liệt kê một số phim điện ảnh và phim truyền hình nổi bật có sự góp mặt của Alicja Jachiewicz:
Phim điện ảnh
- 1971: Jak daleko stąd, jak blisko – Joasia
- 1971: Kocie ślady – Trung úy Elżbieta
- 1972: Trzeba zabić tę miłość – Dzidzia
- 1980: Bo oszalałem dla niej – Jadzia
- 1983: Akademia pana Kleksa
- 1991: Kroll
- 1995: Szamanka
- 2001: Przedwiośnie – Wielosławska
- 2003: Powiedz to, Gabi – Maria Egier
- 2005: Motór
- 2009: Generał Nil – Janina Fieldorf

Phim truyền hình
- 1970: Kolumbowie – Niteczka
- 1978: Rodzina Połanieckich – Teresa Krasławska
- 1981: Najdłuższa wojna nowoczesnej Europy
- 1980: Królowa Bona – Zofia
- 1980: Kariera Nikodema Dyzmy – Rena
- 1982: Popielec – Koczarkowa
- 1988: 1991 - Pogranicze w ogniu
- 1993: Czterdziestolatek 20 lat później